# François Guiannotte
François Guiannotte (ou Giuannotte), est un architecte belge né à Fleurus le 19 mars 1843 et mort à Charleroi le 23 avril 1914. 

## Biographie
François Guiannotte est le fils de François-Joseph Giuannotte, arpenteur domicilié à Fleurus, et de son épouse Marie Barbe Reumon.
François Guiannotte a épousé la romancière et pédagogue Suzanne Saerens, née à Châtelineau le 1 janvier 1862, active dans le monde de l'enseignement à Charleroi et à Schaerbeek, ainsi que dans la maçonnerie mixte.

## Œuvre

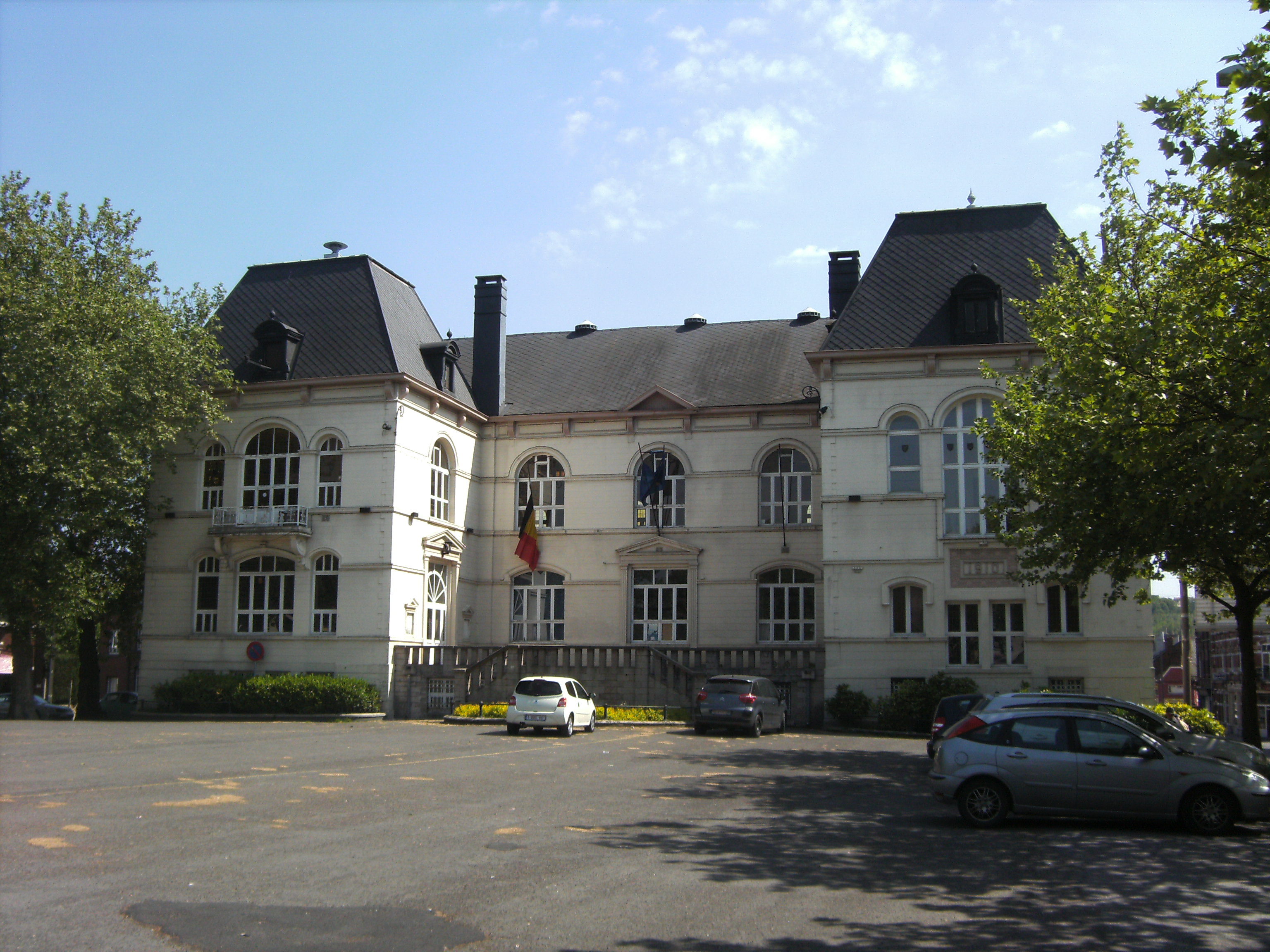
Maison communale de Montignies-sur-Sambre, de style néo-classique, 1910.

Né en 1843, François Guiannotte, appartient à la génération d'architectes qui précède celle de l'Art nouveau, tous nés un peu après la naissance de Paul Hankar et Victor Horta entre 1870 et 1880.
Jusqu'à présent l'œuvre de François Guiannotte de 1865 à 1910, de l'âge de 23 à 67 ans semble ignorée et reste à découvrir.
On connaît de lui avec certitude la maison communale de Montignies-sur-Sambre datant de 1910. Il s'agit d'un monument de style néo-classique

## Une production Art nouveau
En 2006, Marie Wautelet réalise une étude sur base d'un dépouillement des permis de bâtir de l'ancienne ville de Charleroi entre 1899 et 1920. S'appuyant sur l'écriture qui figure sur les plans et demandes de permis de bâtir, elle attribut à François Guiannotte une série de réalisations qui font qu'il est peut être l'architecte Art nouveau le plus important de Charleroi. Attributions qui semblent confirmées par le style des bâtiments. 
Il serait le premier architecte à réaliser en 1900 une vitrine Art nouveau à Charleroi, celle de la ganterie Dechaume-Guinotte, aujourd'hui disparue, située à la place du Sud. Sa première maison de ce style, également disparue, date quant à elle, de 1905. D'après les plans, son caractère Art nouveau résidait surtout dans le travail des boiseries des châssis qui ne sont pas sans rappeler les modèles de Paul Hankar, plus spécifiquement l'hôtel Kleyer de 1898.
De 1907 à 1909, François Guiannotte réalise plusieurs maisons pour Joachim Baudhuin, industriel à Wanfercée-Baulet. Seule la première, située à l'angle de la place Charles II et de la rue Vauban peut être qualifié d'Art nouveau. 
Dans un style beaucoup plus Art nouveau, il construit fin 1908 une maison à la rue de la Régence n°55. Mais le style est uniquement présent dans le travail des châssis. C'est également le cas pour la maison de la rue Zénobe Gramme n° 37. Celle-ci doit son originalité aux sgraffites de Paul Cauchie.
En 1908, il réalise pour le docteur Bastin, la maison des médecins. L'attribution de cette vaste demeure à François Guiannotte est maintenant reconnue comme plus fiable que l'attribution à l'architecte Alfred Machelidon, auteur de constructions de style moderne, qui était faite sur base des témoignages transmis par la famille du commanditaire. 
La maison Lafleur construite en 1908 au numéro 7 du boulevard Solvay, lui est également attribuée. Les plans ont longtemps été attribués à Joseph Charon, qui a peut-être participé à la réalisation, en tant qu'entrepreneur. L'esthétique de la façade semble inspiré de la maison Lapaille construite deux années auparavant à Liège par Victor Rogister. 

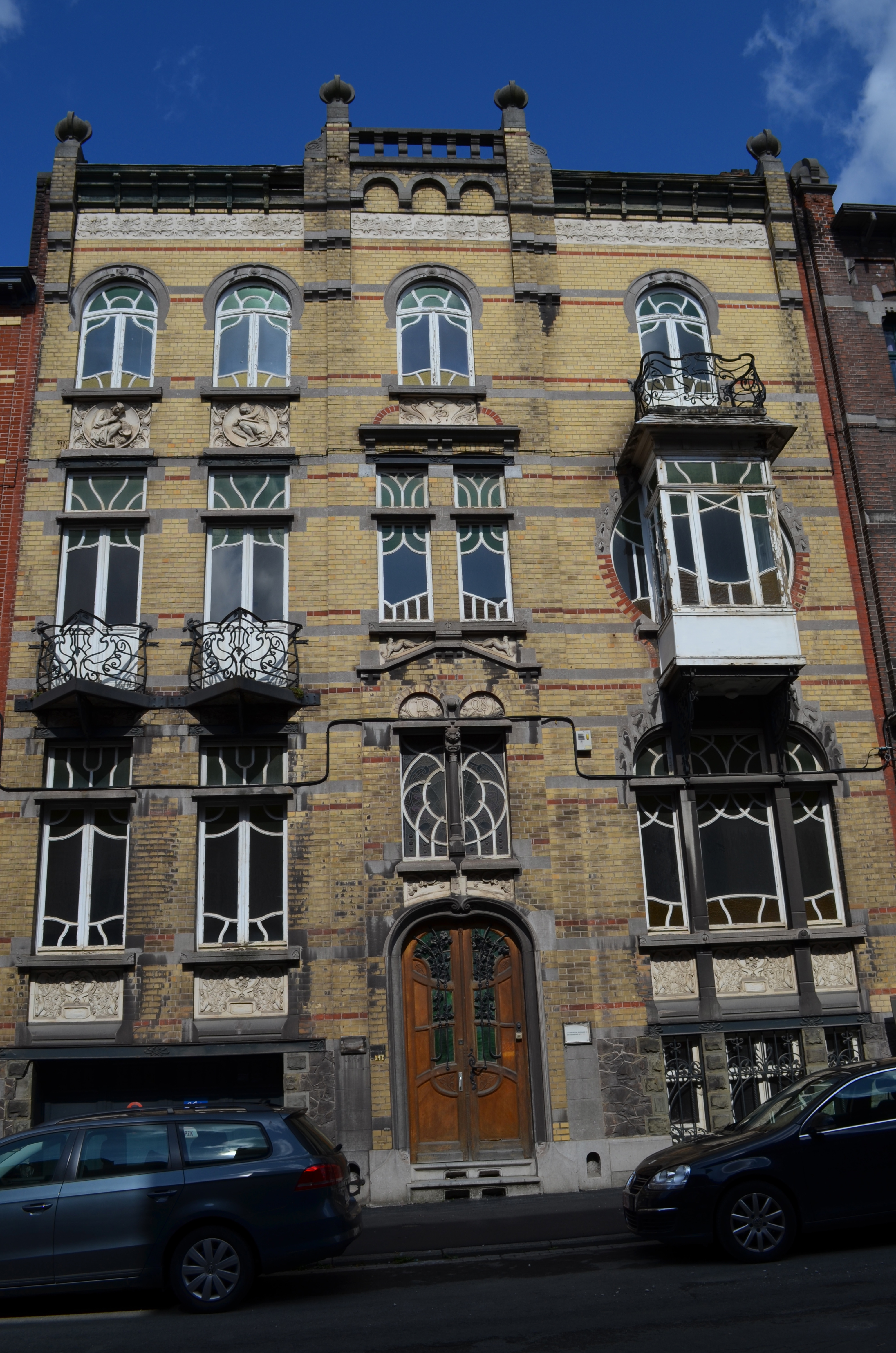
Maison des médecins (1908), de style art nouveau baroquisant[réf. nécessaire].
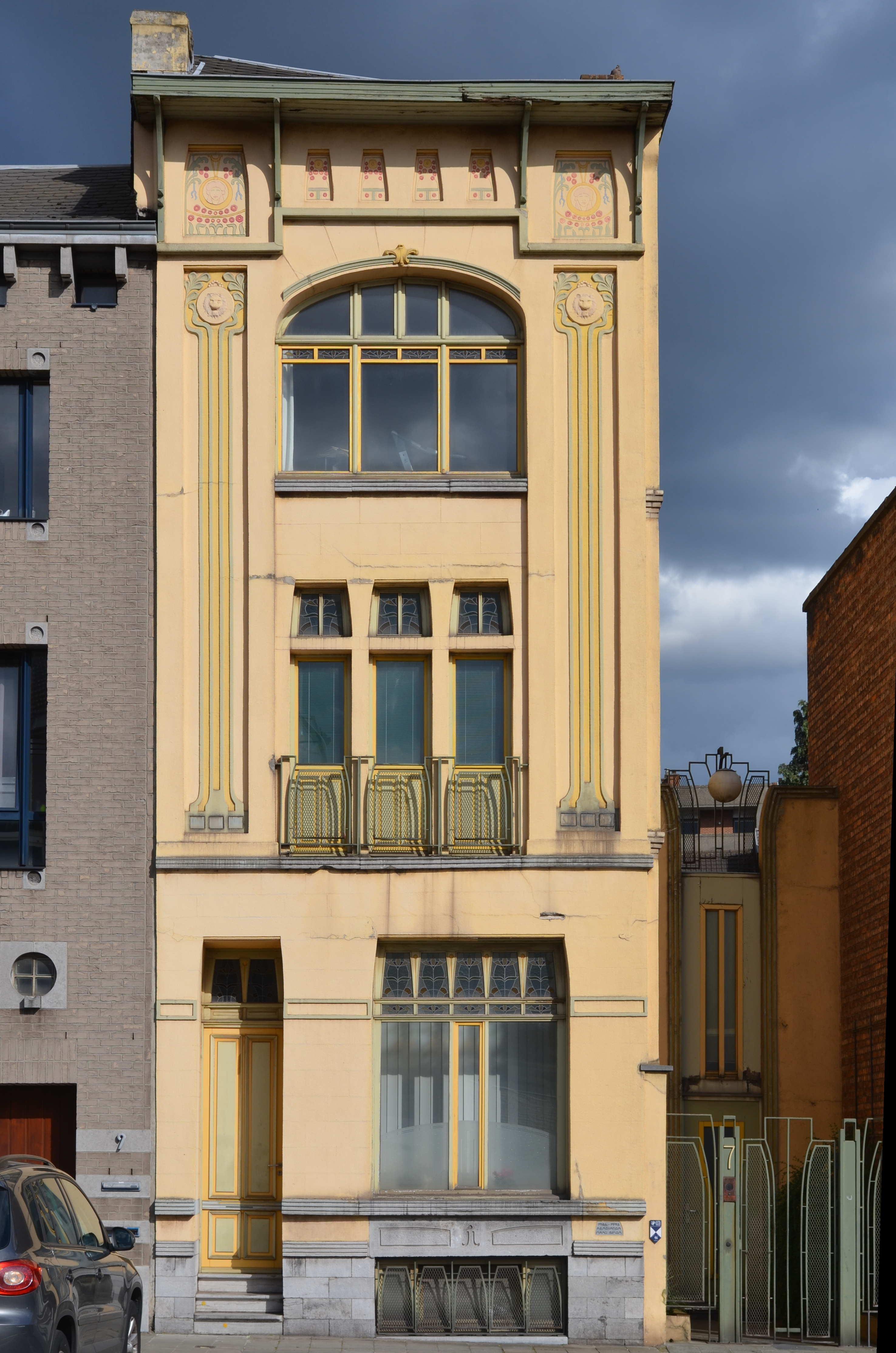
Maison Lafleur (1908), de style art nouveau géométrique.
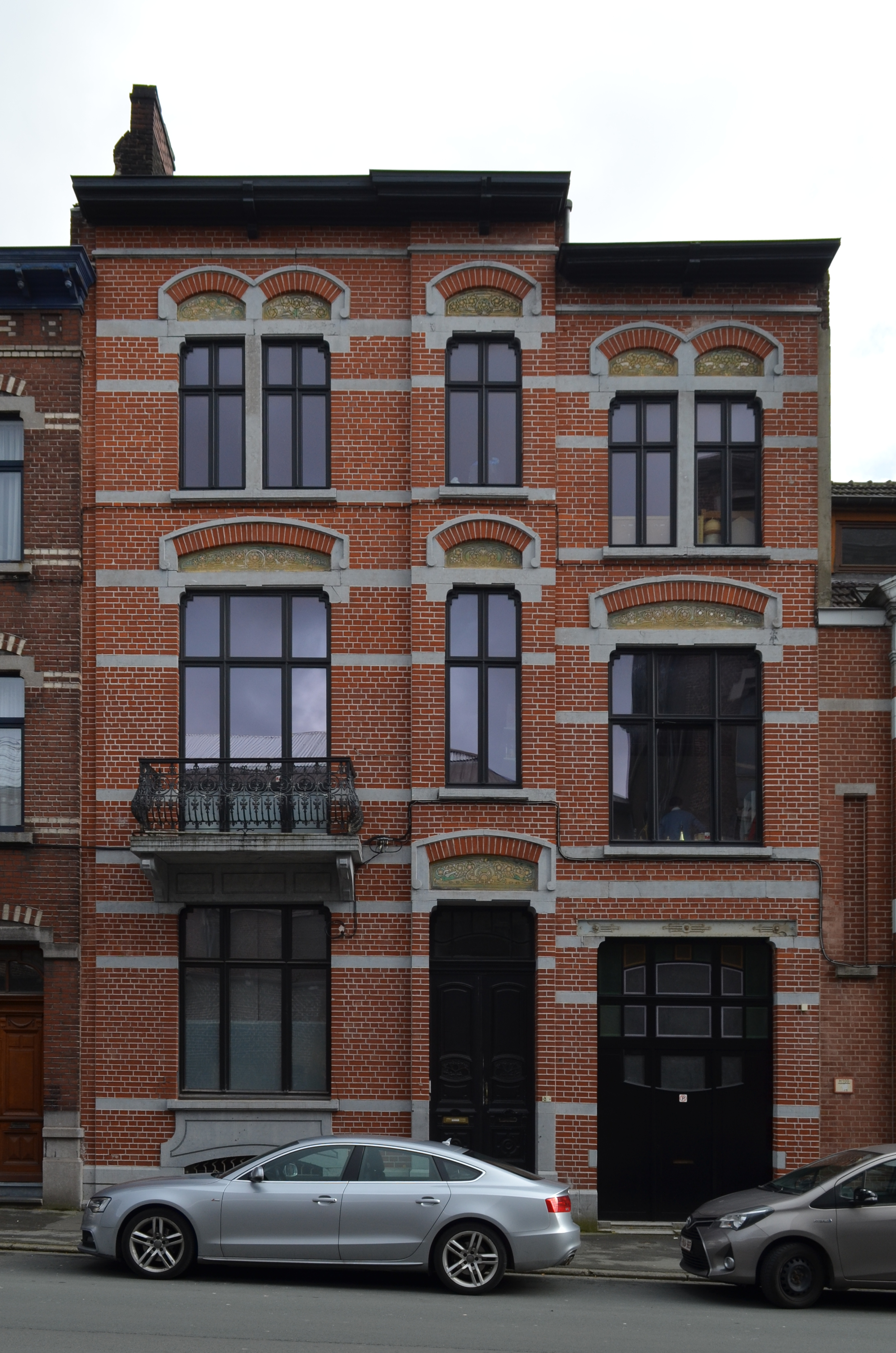
Maison Lagouche (1910), de style art nouveau.

## Postérité
Il est le père de Léon Guiannotte, également architecte.